# Oliarus damasi
Oliarus damasi är en insektsart som beskrevs av Synave 1933. Oliarus damasi ingår i släktet Oliarus och familjen kilstritar. Inga underarter finns listade i Catalogue of Life.